# 明石照男
明石 照男（あかし てるお、1881年3月30日 - 1956年9月29日）は、岡山県和気郡英保村（現・備前市吉永町）出身の実業家、銀行家。

## 来歴
1881年3月、和気郡英保村（現備前市吉永町）で生まれる。旧制岡山中学校（現・岡山県立岡山朝日高等学校）を経て、東京帝国大学へ進学する。成績が優秀だった事から、渋沢栄一に認められ、三女、愛子の娘婿となった。欧米へ留学後、第一銀行へ入行。1926年取締役、1928年常務取締役、1932年副頭取、1935年頭取となる。1943年、三井銀行との合併により帝国銀行の会長となる。その間、1920年から澁澤倉庫取締役、1932年から1935年まで澁澤倉庫取締役会長を兼務。1940年から1949年まで財団法人竜門社理事長。1945年12月19日には貴族院議員に任じられ、1946年4月17日に辞任した。同年行われた公職追放の対象となり、1951年に解除された。
引退後は、渋沢青淵記念財団竜門社の常任顧問をはじめ清水建設相談役、日本経済団体連合会顧問、日本経営者団体連盟顧問や世話役を務めた。
1956年9月29日死去。享年75。墓所は谷中霊園。

## 親族
長男・景明は日本銀行考査局長、商工中金理事、短資協会長などを務めた。五男の武和は味の素常務。娘の喜久子の夫は第一ホテル社長の土屋計雄。

## 著書
- 『明治銀行史』改造社、1935年。
- 『大正銀行史概観』東京銀行集会所、1937年。
- 『青淵渋沢栄一 思想と言行』渋沢青淵記念財団龍門社、1951年。
- 『三聖人の経済道徳観 断片集』渋沢青淵記念財団龍門社、1952年。
- 『日本金融史 第1巻　明治編』（鈴木憲久 共著）東洋経済新報社、1957年。
- 『日本金融史 第2巻　大正編』（鈴木憲久 共著）東洋経済新報社、1958年。
- 『日本金融史 第3巻　昭和編』（鈴木憲久 共著）東洋経済新報社、1958年。
  - 『近代日本金融史要 明治大正編　創業・戦勝・国際化』
  - 『近代日本金融史要 大正昭和編　震災・恐慌・総力戦』

各・新編版、書肆心水、2025年。